# Cyrto-hypnum intricatum
Cyrto-hypnum intricatum là một loài rêu trong họ Thuidiaceae. Loài này được (A. Jaeger) W.R. Buck & H.A. Crum mô tả khoa học đầu tiên năm 1990.